# Protomiltogramma yunnanica
Protomiltogramma yunnanica är en tvåvingeart som beskrevs av Chao och Zhang 1988. Protomiltogramma yunnanica ingår i släktet Protomiltogramma och familjen köttflugor. Inga underarter finns listade i Catalogue of Life.